# 顾玉才
顾玉才（1963年1月—），男，辽宁省海城市人，中华人民共和国政治人物，曾任国家文物局副局长。

## 生平
1981年考入北京大学历史系，历任辽宁省文物考古研究所助理研究员、副所长、副研究员。1998年11月，任辽宁省文化厅党组成员、厅长助理。2000年1月，任辽宁省文化厅副厅长。2002年至2007年，在吉林大学考古学与博物馆学专业攻读博士研究生。2003年12月，任国家文物局文物保护司司长。2008年3月至2009年1月，在中共中央党校中青年干部第八期培训班学习。2009年2月，任中国文化遗产研究院院长。2010年2月，任国家文物局党组成员、副局长。2015年12月，升任党组副书记、副局长。2023年6月30日卸任。